# ويزلي دي جيسوس كوريا
ويزلي دي جيسوس كوريا (بالبرتغالية: Wesley de Jesus Correia‏) هو لاعب كرة قدم برازيلي في مركز الهجوم، ولد في 9 فبراير 1990 في دياديما، ساو باولو في البرازيل. لعب مع نادي كوريتيبا.

## وصلات خارجية
- ويزلي دي جيسوس كوريا على موقع قاعدة بيانات كرة القدم.إي يو (الإنجليزية)
- ويزلي دي جيسوس كوريا على موقع Soccerway.com (الإنجليزية)